# Ixeris nikoensis
Ixeris nikoensis là một loài thực vật có hoa trong họ Cúc. Loài này được Nakai mô tả khoa học đầu tiên năm 1930.